# Люнгерн
Люнгерн (нім. Lungern) — громада  в Швейцарії в кантоні Обвальден розташованиа на озері Лунгерн біля підніжжя перевалу Брюніг.

## Географія
Громада розташована на відстані близько 60 км на схід від Берна, 15 км на південний захід від Зарнена.
Люнгерн має площу 46,5 км², з яких на 3,6% дозволяється будівництво (житлове та будівництво доріг), 40,4% використовуються в сільськогосподарських цілях, 41,3% зайнято лісами, 14,6% не є продуктивними (річки, льодовики або гори).

## Демографія
2019 року в громаді мешкало 2111 осіб (+1,5% порівняно з 2010 роком), іноземців було 10,8%. Густота населення становила 45 осіб/км².
За віковим діапазоном населення розподілялося таким чином: 19,9% — особи молодші 20 років, 57,7% — особи у віці 20—64 років, 22,4% — особи у віці 65 років та старші. Було 926 помешкань (у середньому 2,2 особи в помешканні).
Із загальної кількості 1158 працюючих 126 було зайнятих в первинному секторі, 680 — в обробній промисловості, 352 — в галузі послуг.

## Пам'ятки
Каплиця Св. Антонія Падуанського та Св. Венделіна.